# Giro dell'Emilia 2011
Il Giro dell'Emilia 2011, novantaquattresima edizione della corsa e valida come evento dell'UCI Europe Tour 2011, si svolse l'8 ottobre 2011 su un percorso di 200 km. La vittoria fu appannaggio del colombiano Carlos Alberto Betancur, che completò il percorso in 5h05'05" precedendo l'olandese Bauke Mollema e il connazionale Rigoberto Urán.
Sul traguardo di San Luca 54 ciclisti portarono a termine la competizione.

## Ordine d'arrivo (Top 10)
| Pos. | Corridore               | Squadra            | Tempo    |
| ---- | ----------------------- | ------------------ | -------- |
| 1    | Carlos Alberto Betancur | Acqua & Sapone     | 5h05'05" |
| 2    | Bauke Mollema           | Rabobank           | a 24"    |
| 3    | Rigoberto Urán          | Sky Procycling     | s.t.     |
| 4    | Davide Rebellin         | Miche              | s.t.     |
| 5    | Przemysław Niemiec      | Lampre-ISD         | s.t.     |
| 6    | Joaquim Rodríguez       | Katusha            | a 28"    |
| 7    | Riccardo Chiarini       | Androni Giocattoli | a 31"    |
| 8    | Domenico Pozzovivo      | Colnago            | s.t.     |
| 9    | Oliver Zaugg            | Leopard-Trek       | a 33"    |
| 10   | Vincenzo Nibali         | Liquigas           | a 39"    |